# Грозден
Гро́зден (болг. Грозден) — село в Бургаській області Болгарії. Входить до складу общини Сунгурларе.

## Населення
За даними перепису населення 2011 року у селі проживали 732 особи.
Національний склад населення села:
| Національність   | Кількість осіб | Відсоток |
| ---------------- | -------------- | -------- |
| болгари          | 373            | 51,4%    |
| турки            | 314            | 43,3%    |
| цигани           | 6              | 0,8%     |
| Всього відповіли | 725            |          |

Розподіл населення за віком у 2011 році:
Динаміка населення: